# Classe Juan Carlos I
La classe Juan Carlos I (anciennement Buque de Proyección Estratégica) est, selon la liste des codes des immatriculations des navires de l'US Navy, une série de navires de type Landing Helicopter Dock, Landing Ship Dock, Landing Helicopter Assault et Landing Platform Dock conçue pour la marine espagnole et exportée en Australie (sous le nom de "Classe Canberra") et en Turquie. Il dispose donc des caractéristiques d'un porte-hélicoptères amphibie (embarcations et porte de débarquement), d'un porte-avions capable de mettre en œuvre des avions ADAC/ADAV, mais non des aéronefs conventionnels car il ne dispose ni de catapulte (aéronautique), ni de brin d'arrêt ou de barrière d'arrêt.
La tête de série, le Juan Carlos I (L61) , est conçue et construite en un exemplaire pour la marine espagnole, dont il est le navire amiral. Cette classe de navires est exportée en Australie qui construit et met en service les HMAS Adelaide (L01) et HMAS Canberra (L02). En 2018, la Turquie lance la construction du TCG Anadolu qui entre en service en 2022.

## Historique

Comparaisons entre porte-avions.

Le projet a été approuvé en septembre 2003 et la construction lancée aux chantiers de Navantia de Le Ferrol, à la Corogne. Long de 231 mètres pour un déplacement de 27 079 tonnes, il est un porte-aéronefs pour hélicoptères et avions à décollage court. Le navire a été nommé en l'honneur de Juan Carlos Ier, ancien roi d'Espagne.
Lancé en mars 2008 et faisant ses premiers essais en mer en 2009, il est prévu pour remplacer les navires de débarquement Hernan Cortes et Pizarro (de classe Newport) et, dans le même temps, fournir une alternative pour remplacer le porte-avions Príncipe de Asturias pendant ses périodes d’entretien. Il est livré à la marine espagnole le 30 septembre 2010 et le 8 février 2011, son premier hélicoptère apponte. Il accueille un AV-8B+ pour la première fois le 3 mai 2011.

## Caractéristiques
Ce navire peut transporter 902 soldats, 46 chars Leopard, et 30 avions et hélicoptères.
Son pont d'envol fait 202,3 mètres de long et 32 mètres de large, soit une surface de plus de 4 500 m² et compte 6 points d'appontage pour hélicoptères NH90 et 4 points pour des machines du type hélicoptère Boeing CH-47 Chinook. Pour la mise en œuvre d'avions à décollage court, le pont s'achève sur l'avant par un tremplin incliné à 12 degrés. Le hangar, desservi par deux ascenseurs, peut abriter 12 appareils, l'Espagne disposant en 2011 d'un total de 17 AV-8B et AV-8B+ achetés en 1987/1988 et 1996/1997.
Son radier inondable peut accueillir l'embarcation de débarquement de type LCM-1E (4) ou l'engin de débarquement amphibie rapide et d’autres embarcations comme les LCAC. 5 600 mètres carrés de ponts sont réservés au stockage de matériel et de véhicules, dont des chars lourds.
Son armement doit comporter un système de missile surface-air à courte portée, ainsi qu'une artillerie navale légère.

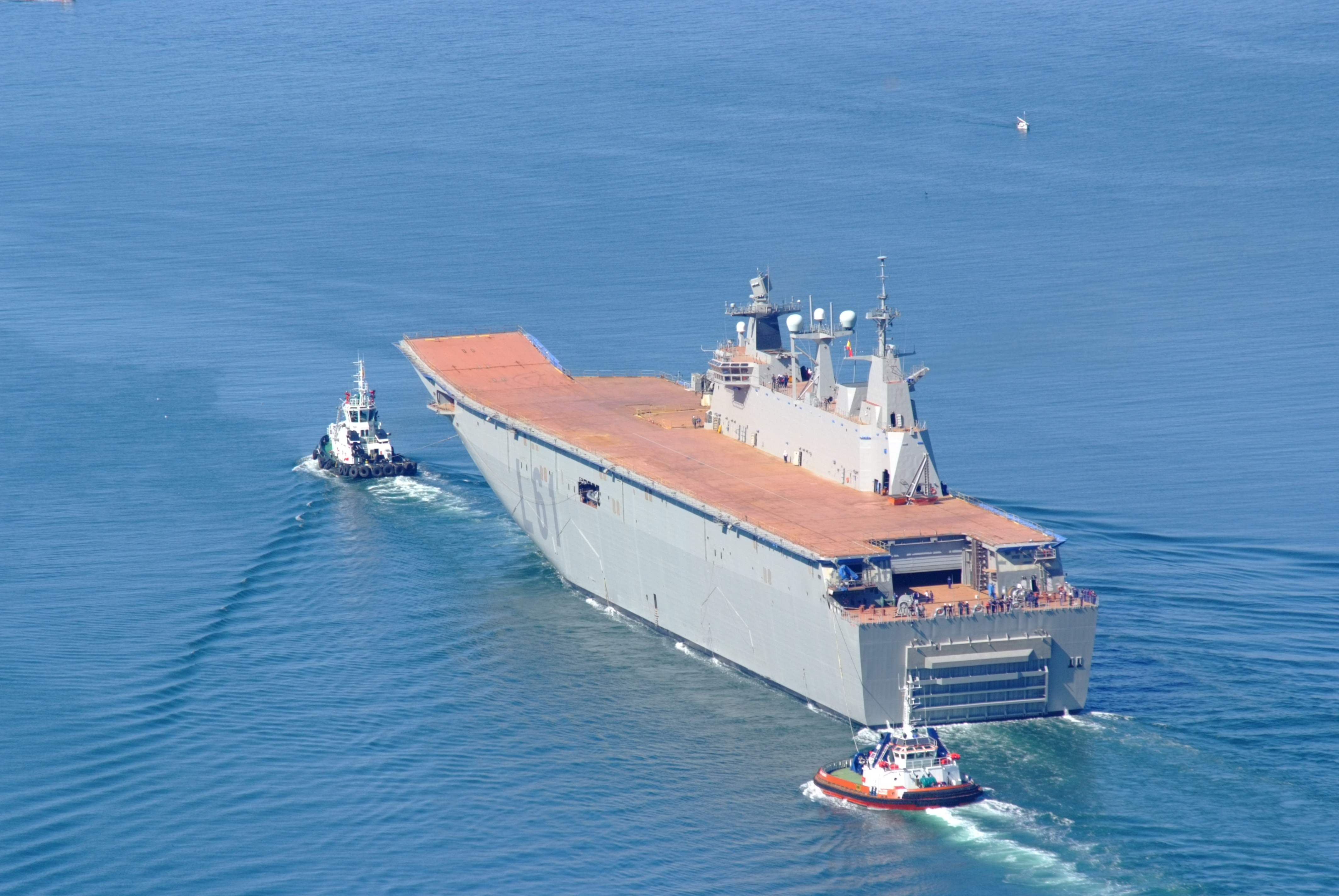
On distingue la porte du radier inondable à l'arrière, en poupe.
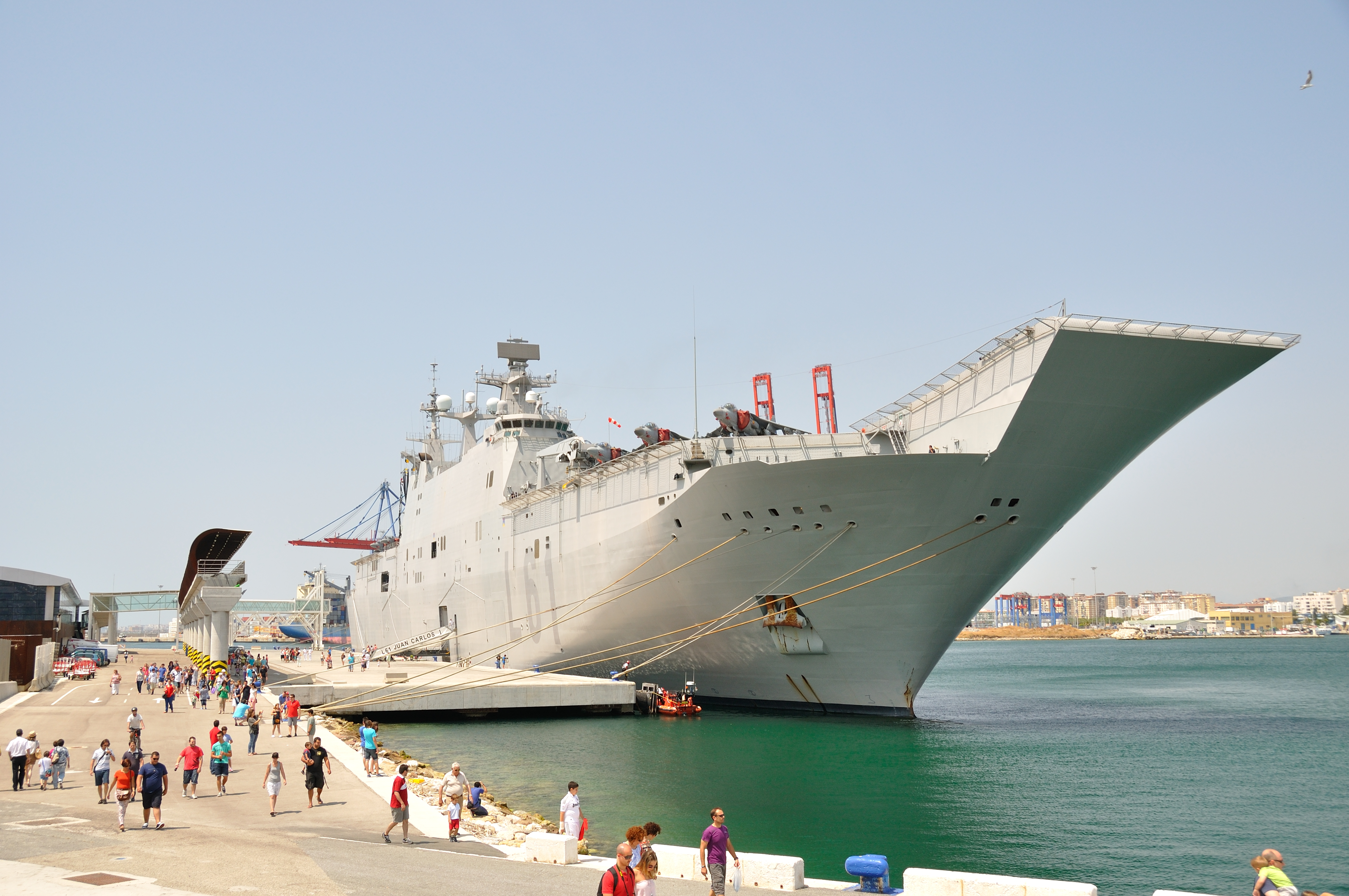
La piste de ski-jump.
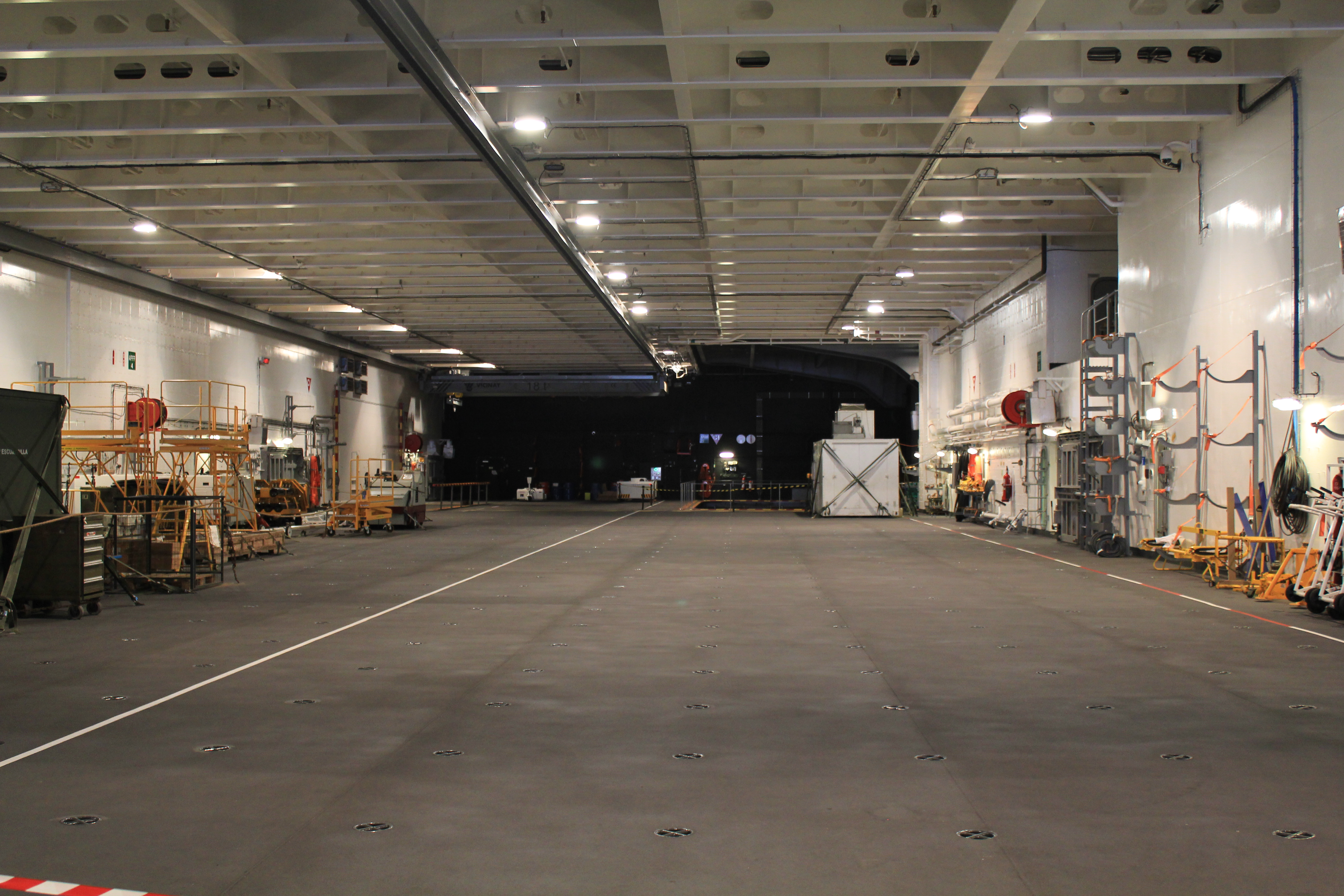
Hangar aviation du Juan Carlos I avec, au fond, l'ascenceur.
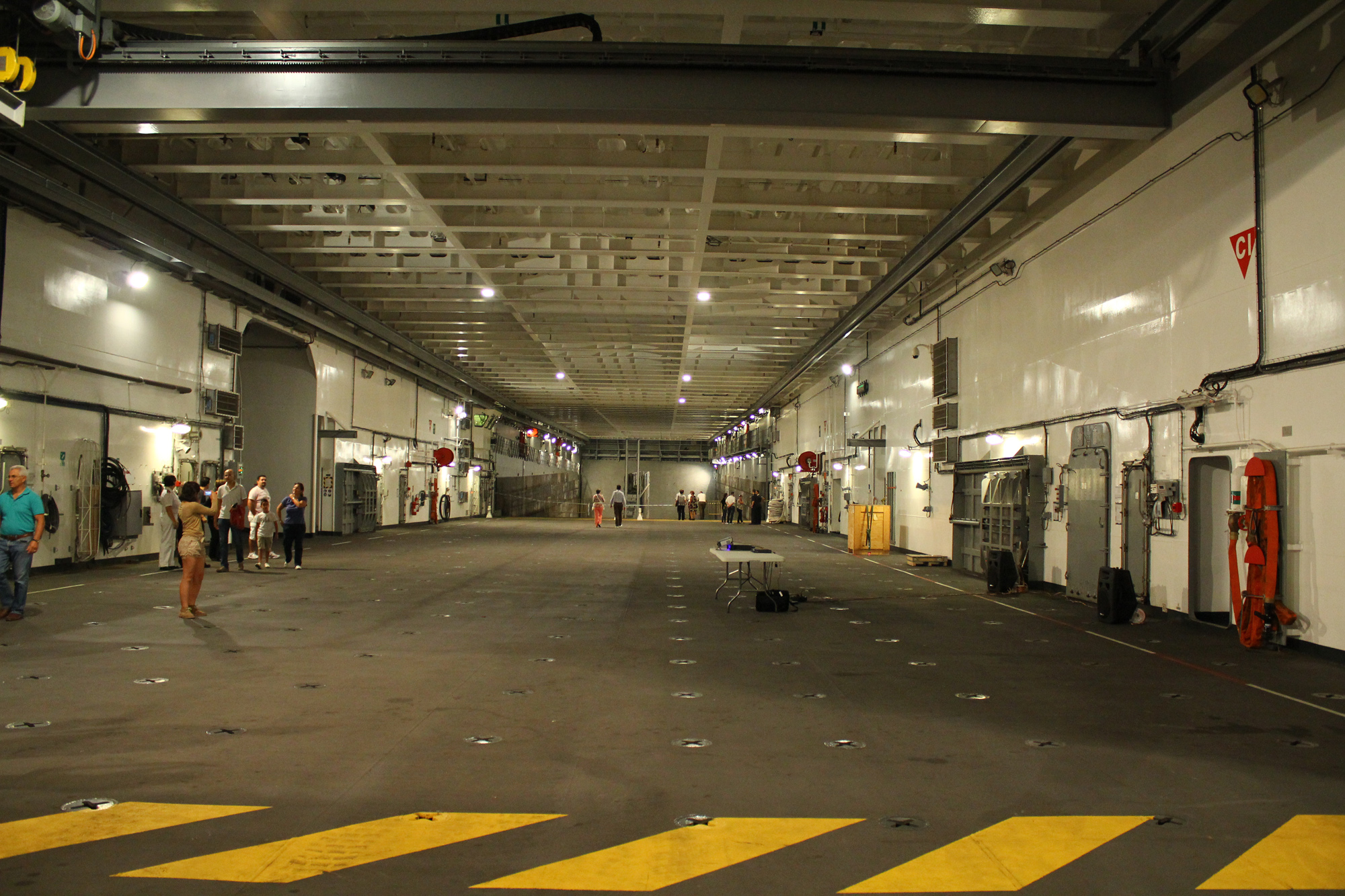
Hangar lourd avec, au fond, le radier.

## Juan Carlos I
Depuis sa mise en service en 2010, le Juan Carlos I est le navire amiral de la marine espagnole, en succédant au Príncipe de Asturias, en tant qu'unique porte-aéronefs la marine espagnole. Il remplace aussi les deux Landing Ship Tank (LST) de la classe Newport, les Pizarro (en) et Hernán Cortés (en).

## Exportation

### Russie (prospect)
En septembre 2009, la Russie invite Navantia à participer à un concours visant à fournir à la marine russe une nouvelle génération de navires d'assaut amphibies. La compétition met en concurrence le Juan Carlos I avec les navires français de la classe Mistral. Les LPD hollando-espagnols de la classe Galicia sont également proposés. En janvier 2011, la Russie sélectionne la proposition Mistral au détriment du concept espagnol.

### Australie
Deux autres bâtiments ont été construits pour la Royal Australian Navy. Similaires, ils constituent la sous-classe Canberra. Les deux coques ont été réalisées en Espagne par Navantia, leur achèvement ayant été réalisé avec un transfert de technologie à Williamstown par BAE Systems. Le HMAS Canberra (L02) a été admis au service le 28 novembre 2014, le HMAS Adelaide (L01) le 18 février 2011 . Ils peuvent mettre en œuvre une vingtaine d'hélicoptères mais aucun avion à ailes fixes, la possibilité d'acquérir des F-35B, variante à décollage court et atterrissage vertical du Lockheed Martin F-35, a finalement été repoussée en juillet 2015 car les coûts étaient trop élevés, 4,4 milliards US$ pour l'achat de 24 F-35B à 185 millions US$ l'unité et le gain opérationnel obtenu aurait été très limité à cause du petit parc d'avions qui auraient été embarqués, probablement moins d'une dizaine par navire,,,.

### Turquie
.

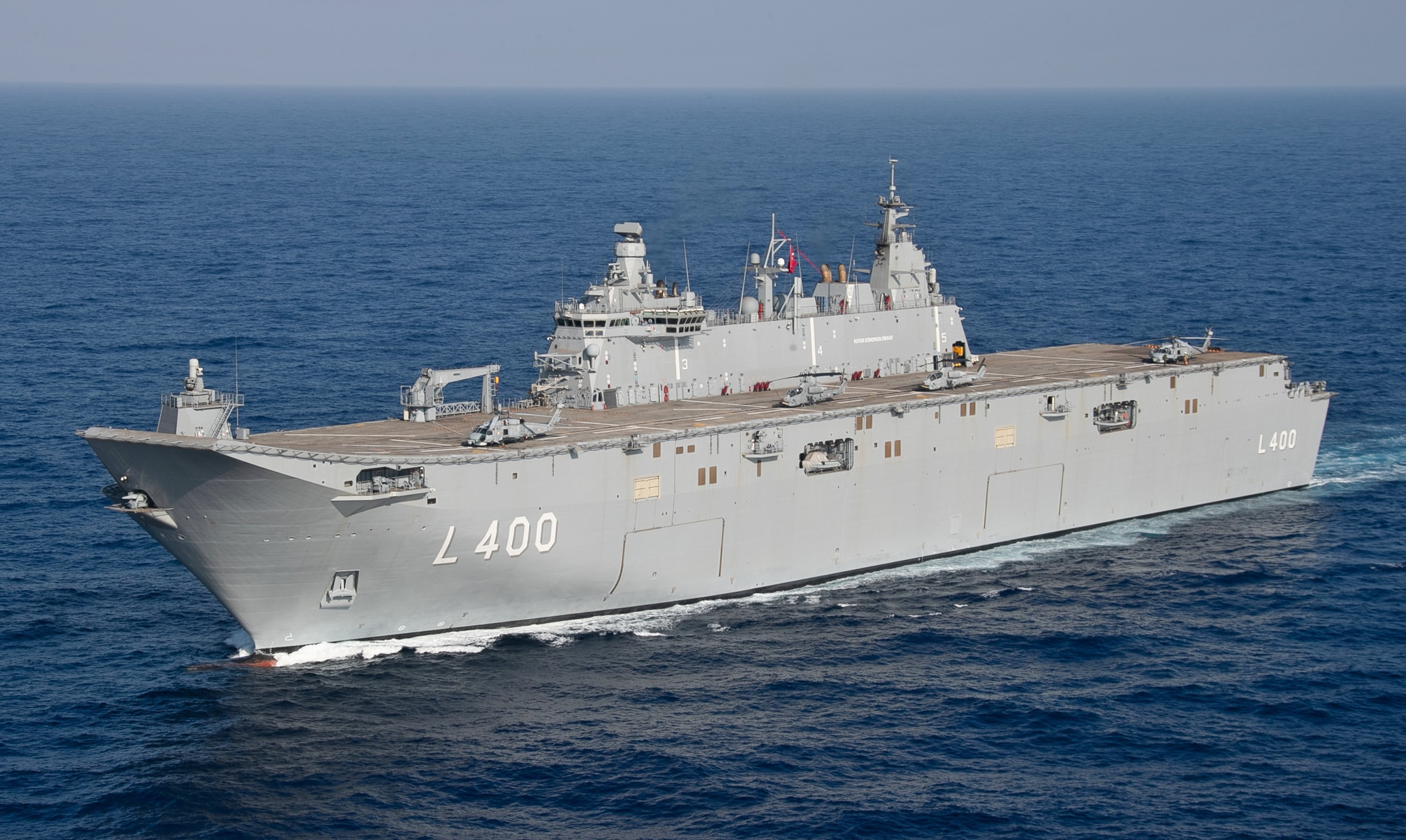
TCG Anadolu de la Marine turque en mer Méditerranée

Commandé en septembre 2015, l'Anadolu, est entré en service en 2023. Sa construction a officiellement débuté le 30 avril 2016 au chantier SEDEF, dans la baie de Tuzla. Il est le premier porte-aéronefs de la marine turque. Recep Tayyip Erdoğan a d'ailleurs considéré qu'il s'agit d'une « démarche tardive dans une période où les menaces contre notre pays sont plus nombreuses et où nous sommes obligés d’être plus visibles dans l’arène internationale ». La mise sur cale du bâtiment a été annoncée le 7 février 2018.
La Turquie, qui participe au Programme Joint strike fighter, annonce alors vouloir déployer des F-35 sur ce bâtiment. En outre, la marine turque va réceptionner deux nouveaux bâtiments de débarquement de chars (Landing Ship Tank), les Bayraktar et Sancaktar. Longs de 139 mètres, larges de 19 mètres et d'un déplacement de 7 250 tonnes en charge, ils pourront transporter 20 chars lourds, jusqu’à 60 autres véhicules, et 350 soldats. Armés par un équipage de 130 marins, ils disposeront de deux tourelles de 40 mm, deux systèmes Phalanx, ainsi que d'affuts de 20 et 12,7 mm.
Mais les États-Unis refusent finalement de livrer les F-35, en représailles à l'achat de batteries antiaériennes russes S-400. Lors de la cérémonie d'admission au service actif, le 10 avril 2023, le pont est doté de drones de combat turcs Baykar Bayraktar Kızılelma et d'hélicoptères, solution intermédiaire en attendant que le chasseur léger TAI Hürjet puisse opérer depuis le navire.

## Navires
| Pays      | no coque | Nom                 | Quille            | Lancement         | Mis en service    | Base                |
| --------- | -------- | ------------------- | ----------------- | ----------------- | ----------------- | ------------------- |
| Espagne   | L61      | Juan Carlos I (L61) | mai 2005          | 22 septembre 2009 | 30 septembre 2010 | Base navale de Rota |
| Australie | L02      | HMAS Canberra (L02) | 23 septembre 2009 | 17 février 2011   | 28 novembre 2014  | Fleet Base East     |
| Australie | L01      | HMAS Adelaide (L01) | 18 février 2011   | 4 juillet 2012    | 3 novembre 2015   | Fleet Base East     |
| Turquie   | L400     | TCG Anadolu         | 7 février 2018    | 4 mai 2019        | 10 avril 2023     |                     |

## Navires comparables
- Classe Mistral
- Classe Wasp
- Classe America